# Federazione cestistica di Aruba
La Federazione cestistica di Aruba è l'ente che controlla e organizza la pallacanestro in Aruba.
La federazione controlla inoltre la nazionale di pallacanestro di Aruba. Ha sede a Oranjestad e l'attuale presidente è Rudy Croess.
È affiliata alla FIBA dal 1986 e organizza il campionato di pallacanestro di Aruba.